# Superodontella euro
Superodontella euro  (лат.) — вид ногохвосток рода Superodontella семейства Odontellidae. Впервые описан зоологами Вандой Марией Вайнер и Норбертом Штомпом в 2003 году.
Видовой эпитет дан в честь европейской денежной валюты евро.

## Распространение, описание
Эндемик Люксембурга. Типовые экземпляры из леса Шнеллерт в окрестностях Бердорфа, собраны рядом со скалой и засохшим растением рода Падуб.
Обычный представитель рода Superodontella; наиболее близок видам Superodontella conglobata Jordana & Arbea и Superdontella gisini Gama. Постантеннальный орган с четырьмя лопастями. Тело бледно-голубого цвета (в спирту), за исключением головы, покрыто щетинками; глазные пластинки сине-чёрные. Длина тела голотипов: самца — 0,67 мм, самки — 0,67—0,8 мм.